# Brunettia triangulata
Brunettia triangulata är en tvåvingeart som beskrevs av Satchell 1958. Brunettia triangulata ingår i släktet Brunettia och familjen fjärilsmyggor. Inga underarter finns listade i Catalogue of Life.